# 将棋ジャーナル
『将棋ジャーナル』（しょうぎジャーナル）は、かつて発行されていた将棋雑誌。1977年創刊、1993年休刊
。

## 概要
1977年8月、設立直後だった日本アマチュア将棋連盟の機関誌として創刊。当初は隔月刊誌で、初代編集長は岸本王晴。
1978年に湯川博士が編集長に就任し（〜1984年）月刊化を果たすなど発展。日本将棋連盟との対立という情勢の中で、日本将棋連盟に不満を持つ関係者やアマ強豪からの強い支持を受け、最盛期には発行部数も1万部弱にまで伸びたという。
しかし『近代将棋』、『将棋世界』等の同種雑誌に押され売り上げは伸びず、その後は赤字が嵩み、1989年には作家の団鬼六が編集長を引き継ぎ、発行を将棋ジャーナル社に移管し継続。団が編集長に就任してからは、団自身とプロ棋士との対局の模様や、当時団が面倒を見ていた真剣師の小池重明の話題などがよく取り上げられていた。
それでも黒字に回復する事はなく最終的に1993年夏の第169号を以て休刊となった。実際、団はこの雑誌の経営を引き受けたことで作家として蓄えた私財をほとんど手放し、休刊時には殆ど一文無しの状態になってしまった。
休刊後、団のコラムなど一部の連載は『近代将棋』にて引き継がれた。

## 歴代編集長
- 岸本王晴(創刊～1977)
- 湯川博士(1978～1984)
- 横田稔(1985～1986)
- 矢口勝久(1987～1988)
- 団鬼六(1989～休刊)